# Đảo Vũng Chùa
Đảo Vũng Chùa, còn có các tên gọi khác như Đảo Yến hay tên cũ là Hòn Nồm, là một hòn đảo nằm gần bờ biển phía bắc tỉnh Quảng Bình, Việt Nam. Đảo này thuộc địa giới hành chính xã Quảng Đông, huyện Quảng Trạch, cách cửa Roòn (sông Roòn) khoảng 5 km về phía đông bắc. Đảo cao 61 m so với mực nước biển, hiện còn hoang sơ chủ yếu là rừng phòng hộ.
Trước đây đảo từng có nhiều chim yến cư ngụ nên có tên là Đảo Yến. Tuy nhiên vào năm 2011, nhiều nguồn báo đã đưa tin số cá thể yến tại đây đã giảm đáng kể.